# تمیاسوو
تمیاسوو (به لاتین: Temyasovo) یک منطقهٔ مسکونی در روسیه است که در باشقیرستان واقع شده‌است.